# Olympische Sommerspiele 1972/Fechten – Florett Mannschaft (Frauen)
Der Mannschaftswettkampf im Florettfechten der Frauen bei den Olympischen Spielen 1972 in München wurde am 7. und 8. September in den Fechthallen 1 und 2 auf dem Messegelände Theresienhöhe ausgetragen.

## Mannschaften
| BR Deutschland                                                                          | Frankreich                                                                                     | Großbritannien                                                                                        | Italien                                                                                             |
| --------------------------------------------------------------------------------------- | ---------------------------------------------------------------------------------------------- | --- | --------------------------------------------------------------------------------------------------- |
| Gudrun Theuerkauff Irmela Broniecki Karin Gießelmann Monika Pulch Erika Bethmann        | Marie-Chantal Demaille Catherine Ceretti Claudette Josland Brigitte Gapais-Dumont              | Susan Green Clare Henley Sally Anne Littlejohns Janet Wardell-Yerburgh Susan Wrigglesworth            | Antonella Ragno-Lonzi Giulia Lorenzoni Reka Der-Cipriani Maria Consolata Collino Giuseppina Bersani |
| Kuba                                                                                    | Österreich                                                                                     | Polen                                                                                                 | Rumänien                                                                                            |
| Irene Forbes María Esther García Marlene Infante Margarita Rodríguez Nereida Rodríguez  | Ingrid Gosch Hannelore Hradez Adrienne Krebitz Elke Radlingmaier Waltraut Repa                 | Halina Balon Krystyna Machnicka-Urbańska Jolanta Bebel-Rzymowska Kamilla Składanowska Elżbieta Franke | Ecaterina Stahl Ileana Gyulai Olga Szabó Ana Pascu                                                  |
| Sowjetunion                                                                             | Ungarn                                                                                         | Vereinigte Staaten                                                                                    | Vereinigte Staaten                                                                                  |
| Galina Gorochowa Jelena Belowa Tazzjana Samussenka Svetlana Tširkova Alexandra Sabelina | Ildikó Ságiné Rejtő Ildikó Bóbis Ildikó Schwarczenberger Mária Szolnoki Ildikó Rónay-Matuscsák | Ruth White Natalia Clovis Tatyana Adamovich Harriet King Ann O’Donnell                                | Ruth White Natalia Clovis Tatyana Adamovich Harriet King Ann O’Donnell                              |

## Ergebnisse

### Vorrunde

#### Pool 1
| Platz | Nation         | S | N | ET | GT |
| ----- | -------------- | - | - | -- | -- |
| 1     | Rumänien       | 2 | 0 | 17 | 14 |
| 2     | Frankreich     | 1 | 1 | 17 | 14 |
| 3     | Großbritannien | 0 | 2 | 13 | 19 |

| Gefecht    | Gefecht        | Ergebnis |
| ---------- | -------------- | -------- |
| Rumänien   | Frankreich     | 8:7      |
| Rumänien   | Großbritannien | 9:7      |
| Frankreich | Großbritannien | 10:6     |

#### Pool 2
| Platz | Nation             | S | N | ET | GT |
| ----- | ------------------ | - | - | -- | -- |
| 1     | Italien            | 3 | 0 | 28 | 17 |
| 2     | BR Deutschland     | 2 | 1 | 25 | 18 |
| 3     | Polen              | 1 | 2 | 19 | 26 |
| 4     | Vereinigte Staaten | 0 | 3 | 16 | 27 |

| Gefecht        | Gefecht            | Ergebnis |
| -------------- | ------------------ | -------- |
| Italien        | BR Deutschland     | 8:8      |
| Italien        | Polen              | 10:3     |
| Italien        | Vereinigte Staaten | 10:6     |
| BR Deutschland | Polen              | 8:8      |
| BR Deutschland | Vereinigte Staaten | 9:2      |
| Polen          | Vereinigte Staaten | 8:8      |

#### Pool 3
| Platz | Nation      | S | N | ET | GT |
| ----- | ----------- | - | - | -- | -- |
| 1     | Sowjetunion | 3 | 0 | 34 | 11 |
| 2     | Ungarn      | 2 | 1 | 31 | 14 |
| 3     | Kuba        | 0 | 2 | 7  | 25 |
| 4     | Österreich  | 0 | 2 | 5  | 27 |

| Gefecht     | Gefecht    | Ergebnis |
| ----------- | ---------- | -------- |
| Sowjetunion | Ungarn     | 9:4      |
| Sowjetunion | Kuba       | 11:5     |
| Sowjetunion | Österreich | 14:2     |
| Ungarn      | Kuba       | 14:2     |
| Ungarn      | Österreich | 13:      |

### Finalrunde
|  | Viertelfinale | Viertelfinale  | Viertelfinale |  |  | Halbfinale | Halbfinale  | Halbfinale  |    |         | Finale              | Finale              | Finale              |
|  |               |                |               |  |  |            |             |             |    |         |                     |                     |                     |
|  |               |                |               |  |  |            |             |             |    |         |                     |                     |                     |
|  | A2            | Ungarn         | 9             |  |  |            |             |             |    |         |                     |                     |                     |
|  | C2            | Frankreich     | 7             |  |  | A2         | Ungarn      | 9           |    |         |                     |                     |                     |
|  |               |                |               |  |  | B1         | Italien     | 6           |    |         |                     |                     |                     |
|  |               |                |               |  |  |            |             |             |    |         |                     |                     |                     |
|  |               |                |               |  |  | A2         | Ungarn      | 5           |    |         |                     |                     |                     |
|  |               |                |               |  |  |            | C1          | Sowjetunion | 9  |         |                     |                     |                     |
|  | A1            | Rumänien       | 8             |  |  |            |             |             |    |         |                     |                     |                     |
|  | B2            | BR Deutschland | 6             |  |  | A1         | Rumänien    | 4           |    |         |                     |                     |                     |
|  |               |                |               |  |  | C1         | Sowjetunion | 9           |    |         | Spiel um Platz drei | Spiel um Platz drei | Spiel um Platz drei |
|  |               |                |               |  |  |            |             |             | B1 | Italien | 7                   |                     |                     |
|  |               |                |               |  |  |            | Rumänien    | 9           |    |         |                     |                     |                     |

|  | Platz 5 |                |   |
|  |         |                |   |
|  |         |                |   |
|  | C2      | Frankreich     | 7 |
|  | B2      | BR Deutschland | 8 |